# Monti del Cicolano
I monti del Cicolano sono un sottogruppo montuoso dell'Appennino centrale abruzzese, in provincia di Rieti, al confine con l'Abruzzo e la provincia dell'Aquila ad est. Fanno parte dell'omonima area del Cicolano, delimitati dalla Piana di Borgorose a sud, la valle del Salto e l'omonimo lago a ovest fino a raggiungere la Piana di San Vittorino a nord-ovest. Si tratta della naturale prosecuzione verso nord-ovest della catena del Sirente-Velino nella dorsale centrale dell'Appennino centrale abruzzese. Rientrano nel gruppo montuoso anche le montagne della Duchessa.

## Descrizione

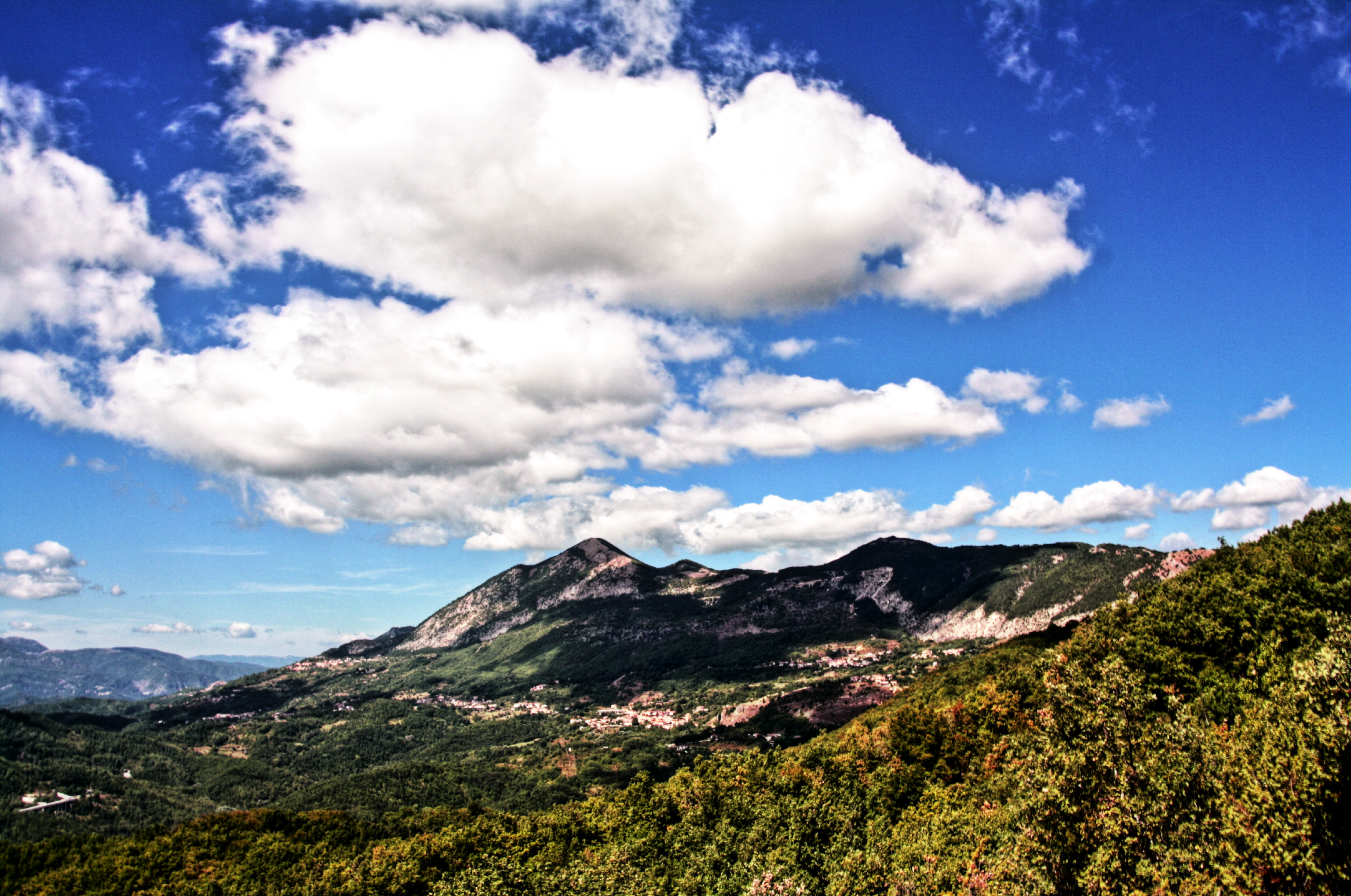
Monte Serra e gli abitati di Pescorocchiano e Fiamignano

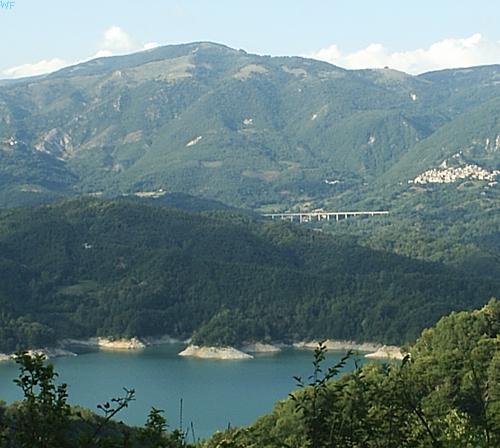
I monti del Cicolano (monti di Petrella Salto) visti dalla valle del Salto, sullo sfondo la strada statale 578 Salto Cicolana

### Geomorfologia
Comprendono a nord-ovest il gruppo montuoso del Monte Nuria, mentre altre cime importanti sono alcuni rilievi minori posti a ovest, verso Petrella Salto, detti appunto montagne di Petrella, fra questi il Monte Moro (1524 m), il monte Quarticciolo  (1496 m), il monte Tra le Serre (1564 m) che guarda da una parte l'altopiano di Rascino e i piani d'Aquilente dall'altra, a sud-est il monte Serra (1607 m) sopra Fiamignano, che domina i piani dell'Aquilente da una parte e la valle del Salto dall'altra, e il monte Fratta (1624 m). Interessano in massima parte i territori dei comuni di Antrodoco, Borgorose, Borgo Velino, Cittaducale, Fiamignano, Pescorocchiano e Petrella Salto e in parte minore quelli di Scoppito e Tornimparte.
Tra di essi si aprono importanti pianori carsici in quota come l'altopiano di Rascino e i piani di Aquilente, nonché ripide valli e pendii che raggiungono il lago sottostante. Guardano verso ovest i margini settentrionali dei monti Carseolani con il gruppo montuoso del Monte Cervia e Monte Navegna al di là dei quali è posto il bacino del lago del Turano e il gruppo montuoso del Monte Val de Varri-Monte Faito-Monte San Nicola, a nord il monte Terminillo, i gruppi di monte Giano e monte Calvo, a sud-est la catena del Sirente-Velino (montagne della Duchessa e il massiccio del monte Velino).

### Orografia
- Monte Costone (2239 m)
- Monte Murolungo (2184 m)
- Monte Morrone (2139 m)
- Monte Cava (2000 m)
- Monte Ginepro (1945 m)
- Monte Nuria (1888 m)
- Colle della Fungara (1885 m)
- Monte Nurietta (1884 m)
- Colle Renose (1873 m)
- Monte Fratta (1624 m)
- Monte Serra (1607 m)

- Monte Torrecane (1576 m)
- Colle del Saraceno (1575 m)
- Monte Tra le Serre (1560 m)
- Coppo Chiappino (1525 m)
- Monte Moro (1524 m)
- Monte Crespiola (1498 m)
- Monte Quarticciolo (1496 m)
- Colle Cornacchia (1493 m)
- Monte Vignole (1470 m)
- Colle dello Schiavo (1450 m)
- Monte Coppo Chiappino (1400 m)